# ملعب المقاولون العرب
ستاد المقاولون العرب (يعرف كذلك بستاد عثمان أحمد عثمان)، هو ستاد متعدد الاستخدامات يقع في مدينة القاهرة في مصر. وهو حاليا يستخدم في الغالب في مباريات كرة القدم حيث يستضيف مباريات العودة لنادي المقاولون العرب ويتسع الأستاد لأكثر من35.000 متفرج.